# Gregor József Általános Iskola (Budapest)

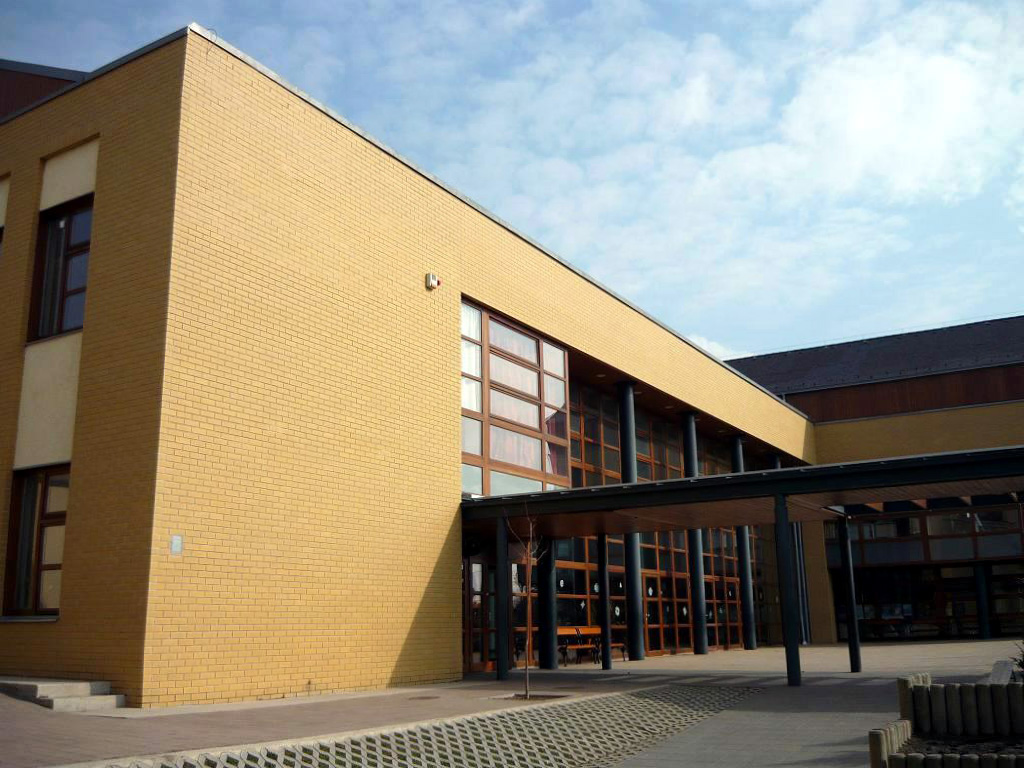
Az iskola új, 2006-ban átadott épülete

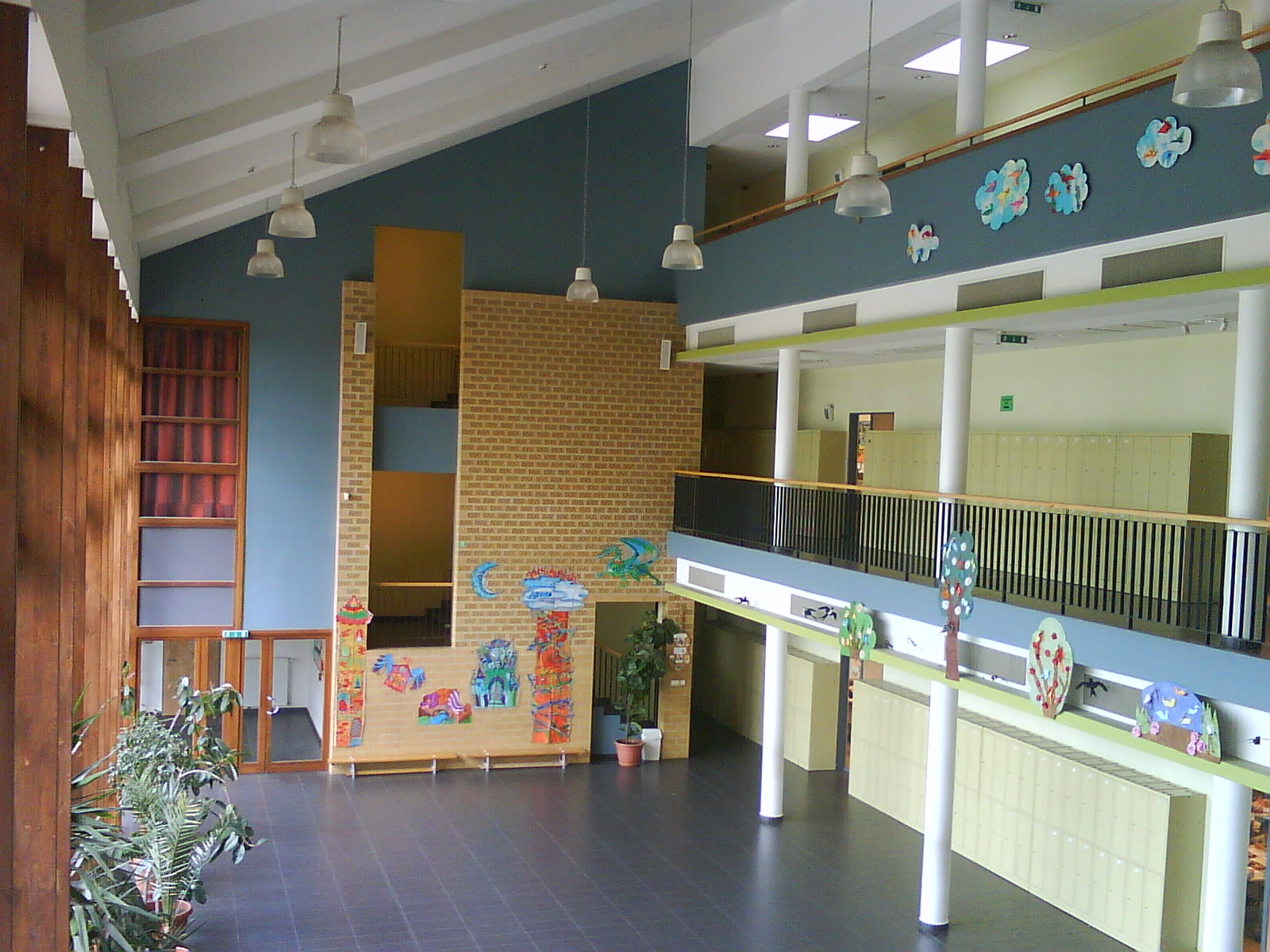
Az új épület aulája

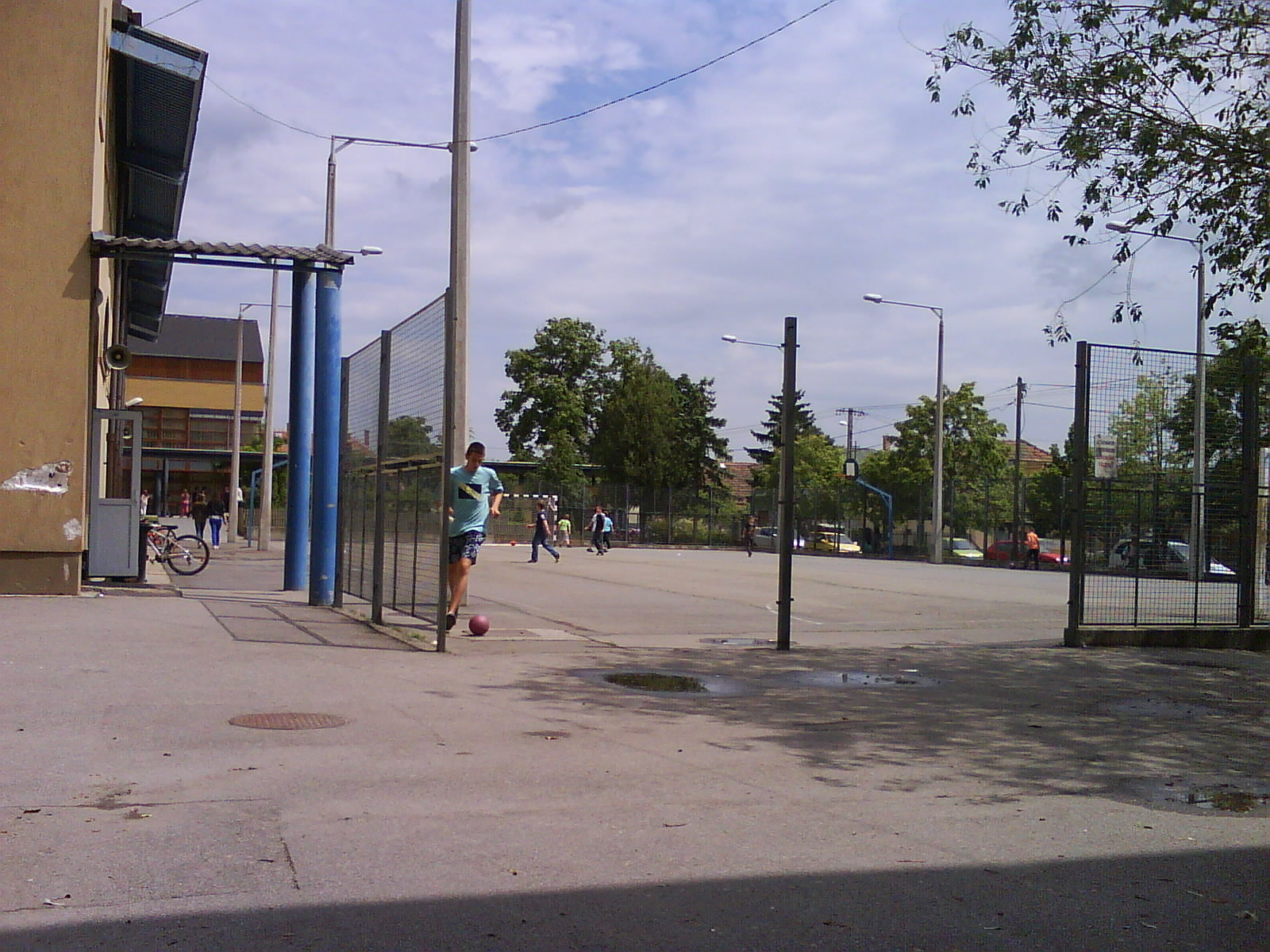
Az iskola focipályája

A Gregor József Általános Iskola, hivatalos nevén Budapest XVII. Kerületi Gregor József Általános Iskola (2007. szeptember 1-ig: Hősök Terei Általános Iskola) egy általános iskola Budapest XVII. kerületében.

## Fekvése
Rákosliget központjában, a Hősök terén található, a katolikus templom mögött.

### Megközelítése
Az Örs vezér terétől a 176E vagy a 276E autóbusszal, Kőbánya-Kispesttől vagy Rákoskeresztúr, városközponttól a 98-assal, valamint a Dél-pesti autóbuszgarázstól a 198-assal.

## Története
Az iskola 1904-ben fogadta első diákjait, még Rákosligeti Népiskola néven. Később átnevezték a térről, ahol áll, előbb Fackh Téri Általános Iskolára, majd a tér nevének változásával együtt Hősök Terei Általános Iskolára. 1956-ban indult be híres zenetagozata. Az általános iskola néhány, eredmény nélkül záródó névkeresési kísérlet után 2007-ben felvette az abban az évben elhunyt Gregor József nevét. A döntés 2007. május 25-én született, de csak 2007. szeptember 1-jén lépett érvénybe.

## Képzés

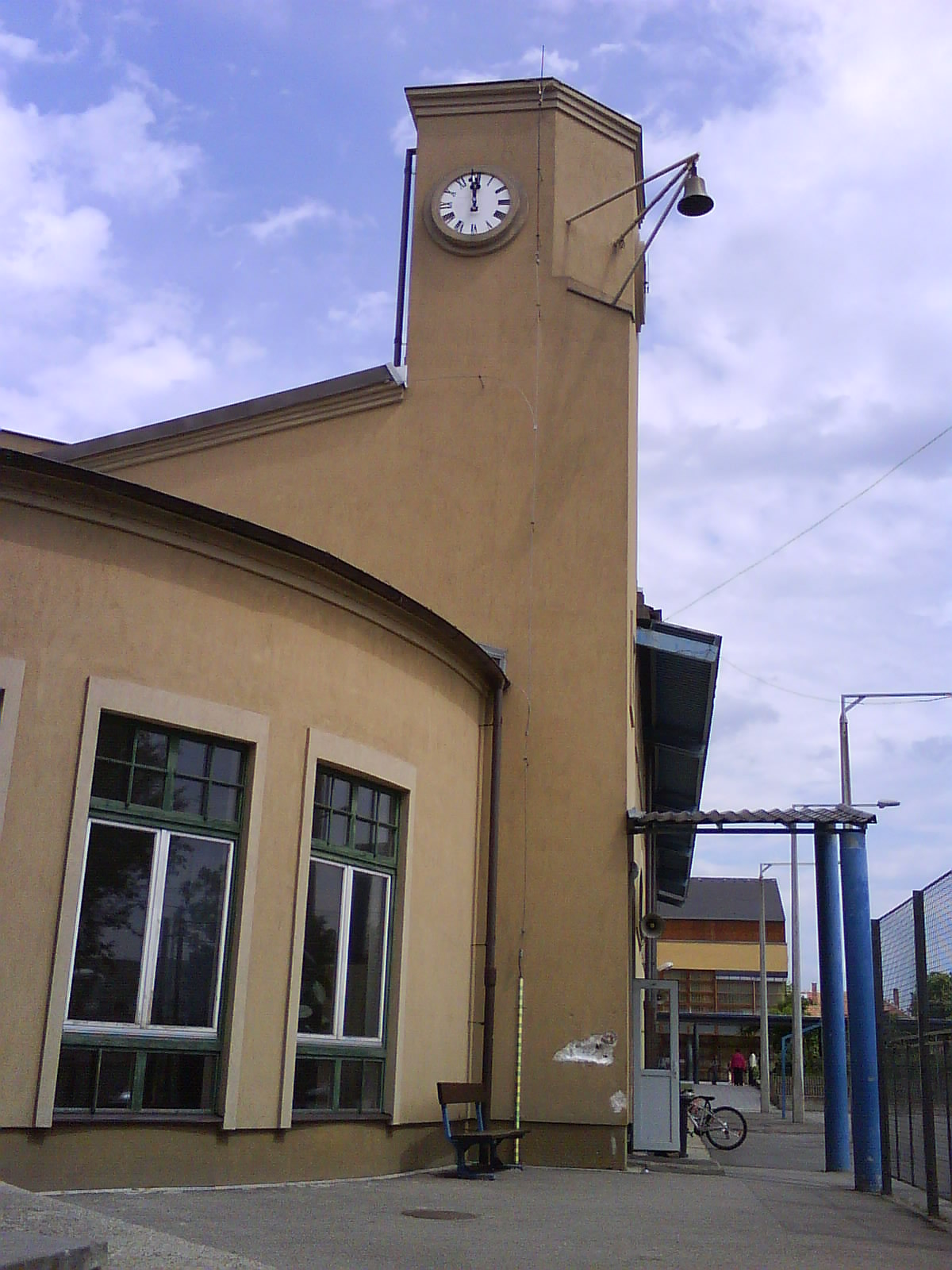
Az 1993-ban épült tornacsarnok óratornya

Az iskolában évről évre három szükség szerint négy) párhuzamos osztály indul (A, B, Z), melyek közül az utóbbi ének-zene tagozatos, s több mint 50 éves múltra tekinthet vissza. Az A és B osztályok alsó tagozatai általános tantervűek, míg felső tagozaton bekapcsolódik a képzésbe az emelt szintű matematika (B) és humán irányultságú képzés (A).
Az intézményben angol vagy német nyelvet lehet tanulni a 4. osztálytól kezdve, s az oktatás csoportbontásban zajlik.
Az ének-zene tagozat elismertségét mutatja, hogy Robbie Williams 2014. április 25-i budapesti koncertjén az iskola zenetagozatos diákjai is felléphettek.

## Jeles események
- évnyitó: augusztus 31-én vagy szeptember 1-jén
- Gregor-nap: október első szombatján
- Karácsonyi hangverseny: a téli szünet előtti utolsó hét csütörtökjén vagy péntekjén
- Évzáró hangverseny: május utolsó hetében
- Diáknap: a ballagás előtti napon
- Musical társulat bemutatója: Június első vagy második hétvégéje
- Ballagás: általában június 15-én
- Évzáró: a ballagás után pár nappal

## Külső hivatkozások
- Az iskola honlapja
- a „Gregor” a XVII. kerületi pedagógiai központ honlapján

1. ↑  Archivált másolat. [2014. október 11-i dátummal az eredetiből archiválva]. (Hozzáférés: 2014. április 26.)
2. ↑  http://hvg.hu/kultura/20140426_Video_Robbie_Williams_magyar_diakokkal_en